# 山谷省吾
山谷 省吾（やまや せいご、1889年5月31日 - 1982年6月5日）は、日本の聖書学者。

## 経歴
岡山県出身。東京帝国大学卒業。第四高等学校教授、第三高等学校教授、京都帝国大学講師、1937年(昭和12年)「パウロの神学」で京大文学博士。
1945年(昭和20年)より1951年(昭和26年)まで日本基督教団信濃町教会の牧師を務める。
1955年(昭和30年)東京神学大学教授、1975年(昭和40年)東北学院大学教授。1978年（昭和53年）にキリスト教功労者を受賞。新約聖書改訳委員として口語訳聖書の完成に努めた。

## 家族
- 父・山谷進治郎
- 妹・左右 ‐ 三菱地所取締役社長・樋口実（1888-1977）の妻[3][4]
- 妻・妙 ‐ 三谷隆正、三谷隆信の妹。異母姉に三谷民子、異父兄に長谷川伸

## 著書
- 『パウロのピリピ書』警醒社書店、1921
- 『新約聖書・新訳と解釈 第1巻』長崎書店、1930-48
- 『パウロ神学に於ける「主」礼拝の問題』長崎書店、1936
- 『パウロの神学』長崎書店、1936
- 『基督教の愛について』基督教思想叢書刊行会（現代基督教叢書）、1937
- 『法制経済講義案』長崎書店、1940
- 『パウロ』弘文堂、1942
- 『新日本建設の原理』新教出版社(現代説教選)、1945
- 『アガペー キリスト教の愛』木水社、1948
- 『新約聖書解題』新教出版社、1948
- 『聖書入門』弘文堂(アテネ新書)、1950
- 『新約聖書の理解』日本基督教団出版部、1954
- 『基督教の起源』新教出版社 1957-59
- 『古代世界とキリスト教』新教出版社、1963
- 『新約聖書神学』教文館、1966
- 『ローマ人への手紙 パウロ書簡・新訳と解釈』新教出版社、1967
- 『パウロの手紙講話』新教出版社(アテネ新書)、1967
- 『新約聖書辞典』清水弘文堂書房、1968
- 『ガラテヤ人への手紙・テサロニケ人への手紙  パウロ書簡・新訳と解釈』新教出版社、1972
- 『エペソ・ピリピ・コロサイ・ピレモン パウロ書簡・新訳と解釈』新教出版社、1975
- 『渓流 激動期のわが半生』日本基督教団出版局、1980.1

## 共編著
- エミール・シルレル共著『ヨハネ伝福音書』刀江書院、1928
- 『新約聖書辞典』弘文堂(アテネ文庫)、1951
- 高柳伊三郎,小川治郎共編『口語新約聖書略解』日本基督教団出版部、1955

## 翻訳
- ゲオルグ・ハインリチ『原始基督教』石原謙共訳、岩波書店 1917
- ハルナツク『基督教の本質』イデア書院（基督教名著集）、1925／岩波文庫、1939
  - 『キリスト教の本質』玉川大学出版部、1977、上記の新装版
- ルゥドルフ・オットー『聖なるもの』イデア書院（基督教名著集）、1927／岩波文庫、1968
- アドルフ・フォン・ハルナック『アウグスティンの懺悔録』岩波文庫、1929
  - 『アウグスティヌスの「告白」』新教出版社、1957、上記の新装版

## 参考
- 『日本人名大辞典』
- 『日本キリスト教歴史大辞典』教文館、1988年